# Krasińscy (gałąź wołyńska)
Krasińscy (gałąź wołyńska) – rodzina szlachecka niesłusznie utożsamiana z Krasińskimi z Krasnego.
Maciej Krasiński był w 1705 wojskim krzemienieckim. Z 1725 pochodzi wzmianka o Kazimierzu. Andrzej kupił w 1757 Ambuków od Parzniewskiego. Synami Andrzeja i Konstancji byli: Jan Ignacy i Ignacy Piotr, którzy sprzedali w 1784 ów majątek Parzniewskiemu.
Jan Ignacy (ur. 1759) żonaty był z Marianną Chodakowską i miał z nią czterech synów: Szymona, Bernarda, Antoniego (ur. 1806) i Wojciecha. Szymon (ur. 1798, syn Jana Ignacego) ożenił się z Balbiną Borowską. Ich dziećmi byli Józef (ur. 1822) i Julian (ur. 1828). Synami tego ostatniego byli: Feliks i August Henryk. Bernard (ur. 1804, syn Jana Ignacego) żonaty z Anną Kasperską pozostawił po sobie: Antoniego (ur. 1844), Wiktora (ur. 1846) i Józefa. Wojciech (ur. 1811, syn Jana Ignacego) poślubił Józefę Woynarowską. Ich synami byli: Antoni (ur. 1817), Józef (ur. 1821) i Stanisław Kostka (ur. 1821).
Ignacy Piotr (ur. 1761, syn Andrzeja) ożenił się z Ludwiką Krzymowską, która urodziła w 1811 Franciszka.